# Collias
Collias es una comuna francesa situada en el departamento de Gard, en la región de Occitania.

## Demografía
| 508 | 520 | 510 | 617 | 756 | 829 | 1065 |
| Para los censos de 1962 a 1999 la población legal corresponde a la población sin duplicidades (Fuente: INSEE [Consultar]) |     |     |     |     |     |      |